# 小孫茂
小孫 茂（こまご しげる、1951年11月5日 - ）は、日本のジャーナリスト、実業家。テレビ東京ホールディングス代表取締役会長、テレビ東京代表取締役会長、日本経済新聞社取締役、日本民間放送連盟副会長。社内では「コマゴーン」（カルロス・ゴーンになぞらえたもの）と呼ばれている。

## 人物
東京都出身。早稲田大学第一文学部卒業後、1976年4月日本経済新聞社入社。東京本社編集局記者として経済部、証券部で取材活動を行う。またアメリカ合衆国特派員として、ニューヨーク、ワシントン支局での勤務経験もある。
1997年にワシントン支局長を務め、その後に東京本社編集局次長兼産業部長を経て2008年に取締役東京本社編集局長、2010年に常務取締役、2012年に専務取締役へと昇進。また東京本社編集局長時代には日本記者クラブ企画委員長を務めたほか、2011年から日経CNBC取締役、BSジャパン取締役を、2013年からはテレビ大阪取締役も務めた。
なお、編集局長当時、社内ではパワハラ系の上司として有名であった。
2014年に日本経済新聞社副社長に就任、販売・電波統括を担当し、TVQ九州放送取締役、テレビ北海道取締役を兼務。常務時代の2011年にBSジャパン（現：BSテレビ東京）社外取締役に就任したことでテレビ東京グループとの関わりができ、2015年6月テレビ東京ホールディングス取締役副社長・BSジャパン社長・テレビ東京副社長の3社の取締役及び、日本経済新聞社の取締役に就任。放送サービス高度化推進協会では理事を務め、デジタル放送高度化や受信普及に関わっている。
2016年6月日本民間放送連盟副会長。2017年6月テレビ東京ホールディングス及びテレビ東京代表取締役社長に就任。2017年テレビ大阪取締役、プレミアム・プラットフォーム・ジャパン取締役。2020年6月テレビ東京ホールディングス代表取締役会長、テレビ東京代表取締役会長、ビデオリサーチ取締役。映像産業振興機構理事も務めた。